# 崔松旺
崔松旺（1986年—），河南省漯河市人。是河南电视台都市频道记者，现担任河南电视台都市频道新媒体部主管。曾卧底“黑砖窑”搜集证据以解救智障奴工。

## 人物经历

### 早年经历
崔松旺自幼与其爷爷在农村生活，2003年考上天津体育学院就读新闻与法学专业。2007年获得法学和新闻双学位，并进入河南电视台都市频道成为一名记者，同年，山西黑砖窑案曝光，崔松旺意识到河南漯河、驻马店、商丘、开封一带有人开的私人窑厂很可能也是“黑砖窑”，这些“黑砖窑”专门拐卖智障人士，利用暴力手段逼迫他们超时长工作，且工作环境和伙食极其恶劣。

### 暗访黑砖窑

#### 第一次暗访
河南电视台都市频道经常接到村民的举报电话，说是自家亲人意外失踪，很有可能是被那些黑窑厂拐卖去。都市频道也积极协助警方反馈举报信息和派出记者调查，但都因为没有确切的证据而无法破案。
2011年7月，两个智障孩子分别从两个不同的黑窑厂逃出，浑身是伤。其家人打电话向都市频道求助，崔松旺决定以此为切入口，展开智障奴工调查。崔松旺经过多方查证，发现7处窑厂存在问题。
之后不久的一天，崔松旺扮成一名在逃人员接近窑厂，窑厂老板极具防备心，多次询问崔松旺家在何处，为何要来到这里。窑厂老板让崔松旺吃下一碗发臭的面，崔松旺为取得信任，吃下了面。最终仍被赶走。

#### 卧底黑砖窑内部
虽然已经获得了第一次的视频证据，崔松旺仍想获得更多证据，彻底解救智障奴工。于是他想卧底窑厂内部与智障奴工同吃同住以记录每天真实的干活场景。当时电视台领导和他的同事都劝说他说这样的暗访十分危险，因为一但被黑砖窑人员识破，将会受到暴力殴打甚至是生命威胁。但崔松旺已下定决心要将“黑砖窑”内幕公之于众。
2011年8月14日，崔松旺和其他三位同事来到河南驻马店火车站。崔松旺负责引诱，其他三人则在周边观察保护。次日一名男子来问崔松旺干不干活，崔松旺意识到这人是“黑砖窑”的招募人，为取得此人的信任，他故意对此人的问题答非所问来装傻，接着又到火车站旁的小吃摊上去吃他人剩下的凉皮，吃完就倒在地上，他还捡地上的烟头抽。当天这名男子并未将崔松旺带走。
2011年8月17日下午，前几天的同一名男子将崔松旺拉上车送到西平县吕店镇的一家“黑砖窑”厂，并成功以500元的价格将崔松旺卖给窑厂当奴工。进入“黑窑厂”后，崔松旺首先被要求搜身，此过程为避免拍摄工具和手机暴露，崔松旺故意多次装傻不理睬窑厂的要求，最终得以蒙混过关。工人每天的食物很差，且工作时稍有怠慢就会挨打。
在被“卖入”黑砖窑之后一天的晚上9点多，崔松旺趁监工上厕所的时翻过窑厂围墙，在黑夜中一边摸索道路，一边用手机与外界的同事联系，最终成功与同事汇合。此次卧底崔松旺获得了第一手重要证据。

#### 后续
2011年9月4日，河南电视台根据崔松旺的素材制成了纪录片《智障奴工》并播出，随即在全国范围引起巨大轰动。之后崔松旺又协助警方，成功解救窑厂30余名智障奴工。最终砖窑老板以及招募人被依法处置。此外，公众认为黑砖窑事件与政府腐败和执法不严以及残疾人服务的短缺密切相关。
“卧底黑砖窑”事件过后，崔松旺一度是电视台里的“重点保护对象”。同事和家人都害怕他遭到报复，甚至劝他从此退居幕后，对此崔松旺都拒绝了。

## 荣誉
- 2011年荣获中国魅力50人评选候选人人物。[7]
- 2011年荣获正义网中国正义人物奖。 [8][9]